# Мочалин, Герман Валерьевич
Герман Валерьевич Мочалин (род. 1 января 1964 года) — грандмастер единоборства хапкидо (hapkido), руководитель спортивных организаций, школ и общественный деятель. Руководитель федерации таеквондо в Латвии, входящей во Всемирную федерацию тхэквондо.

## Биография
Родился в 1964 году в поселке Шира, Хакасия (Красноярский край). Отец — военнослужащий, Мочалин Валерий Спиридонович, мать — Эшкинина Элеонора Агеевна, инженер-строитель. Прадедом Германа Мочалина был Эшкинин Андрей Карпович, выдающийся журналист. В 1967 году семья была переведена в Ригу, где Герман окончил школу № 17. Высшее учебное заведение, в котором учился Герман Мочалин — Рижский технический университет, Латвийский институт физической культуры.
В 12 лет Герман занялся вольной борьбой. Первым тренером был Каляускас Бронислав Петрович. Затем Цветков Николай Николаевич, Крупской Юрий Викторович.  Позже занимался карате. 
Во время учёбы в институте занимался у московского тренера Николая Гаранина тибетским стилем «тьен», который был создан под воздействием религиозной традиции «Бон». Затем стал увлекаться другими восточными единоборствами и их направлениями.
После армии, в 1988 году, познакомился с корейским мастером стиля таеквондо Хван Дае Джин (Hwan Dae Dzin)  и стал у него брать уроки. В 1989 году открыл первую в Латвии секцию таеквондо по версии World Taekwondo Federation. В октябре 1989 года создал Латвийскую федерацию таеквондо и стал её президентом. В марте 1990 года организовал первый всесоюзный семинар по таеквондо в Риге под руководством Хван Дае Джин.  С 1989 по 1991 год активно участвовал в создании Федерации тхэквондо СССР по версии World Taekwondo Federation.
В 2005 году проводит в Риге чемпионат Европы по таеквондо. В 2015 году проводит в Даугавпилсе чемпионат Европы среди юниоров. 
В 1993 году во время визита в Корею увлёкся, а позже стал профессионально заниматься стилем хапкидо. Первым наставником был грандмастер (ГМ) Сео Мен Соо. ГМ Сео познакомил Германа Мочалина с основателем ханкидо (hankido) ГМ Мьюнг Дже Нам (Myung Jae Nam). В 1994 году Герман Мочалин с Владимиром Исаевым принимали участие в Первом Чемпионате Европы по ханкидо (Маастрихт, Нидерланды) В 1996 году ГМ Мьюнг Дже Нам присвоил Герману Мочалину 4 дан по стилю ханкидо (hankido).
В 1996 году познакомился с ГМ Юргом Зиглером (Швейцария) и Мастером Рами Вайнионпаа (Финляндия), которые стали его наставниками в Син Му хапкидо (Sin Moo Hapkido). Первый семинар по Син Му хапкидо в Восточной Европе был в мае 1996 года а Риге под руководством Грандмастера Рами Вайнионпаа (Rami Vainionpaa). В 2001 году создает Восточно-европейскую ассоциацию хапкидо (ВЕХА), которая начинает развитие Син Му хапкидо в странах Прибалтики, России, Украине, Белоруссии.
С 2005 года Герман Мочалин регулярно организует семинары с основателем хапкидо Градмастером Джи Хан Дже (Ji Han Jae) в Восточной Европе. Семинары под руководством ГМ Джи Хан Дже проводятся в Риге (2005, 2007, 2010, 2012, 2015, 2016, 2018 гг.)  и Минске (2011г.).
В 2016 году во время визита ГМ Джи Хан Дже в Ригу Герман Мочалин создаёт региональную школу Син Му хапкидо - Хан До Кван (Han Do Kwan). Основатель хапкидо, ГМ Джи Хан Дже, утверждает эмблему школы. 
Сейчас Мочалин руководит центром хапкидо в Латвии.
С 2003 года начал заниматься стилем филиппинских боевых искусств «комбатан» под руководством основателя стиля ГМ Эрнесто Амадора Пресаса и ГМ Юрга Зиглера. В 2008 году организовал семинар ГМ Эрнест Пресс в Риге, в котором участвовали инструктора из Беларусии, России, Украины. В 2009 году ГМ Эрнесто Пресас присвоил Герману Мочалину 5 лакан (дан) и акцептировал создание Восточно-европейского сообщества «комбатан».

## Сподвижничество и достижения
При непосредственном участии Германа Мочалина была создана первая в СССР (октябрь 1989) профильная Федерация ВТФ таеквондо в Латвии. В настоящее время Герман Мочалин возглавляет федерацию таеквондо, имеет 6 дан тхэквондо (Kukkiwon) .
Является Грандмастером хапкидо, обладатель 9 дана Син Му хапкидо, присвоенного ему Грандмастером Джи Хан Дже (Ji Han Jae), имеет 4 дан ханкидо Международной федерации ханкидо (IHF).
Герман Мочалин также профессионально занимается стилем филиппинских боевых искусств - комбатан, является мастером этого направления, имеет 7 лакан (дан) комбатан.
Ученики Германа Мочалина начинают обучение Син Му хапкидо и Комбатан в своих странах и регионах, а также создают организации по этим видам в своих странах:
Беларусь - Дмитрий Рагунович (6 дан Син Му хапкидо), Руслан Чернов ( 3 дан Син Му хапкидо, 3 лакан комбатан)
Украина - Евгений Свижевский ( 5 дан Син Му хапкидо, 5 лакан комбатан), Сергей Васильченко ( 5 дан Син Му хапкидо),
Россия - Руслан Зайцев (5 дан Син Му хапкидо), Андрей Гросс (5 лакан комбатан), Алексей Варфиломеев ( 4 дан Син Му хапкидо), Дмитрий Оленберг ( 4 дан Син Му хапкидо)
Является президентом нескольких региональных организаций: Восточно-европейской ассоциации хапкидо (ВЕХА), Восточно-европейского сообщества комбатан (EEKC), Латвийской Федерации Теаквондо ВТФ. Является руководителем Школы боевых искусств Hansu в Риге.
В настоящее время[когда?] является членом Исполнительного комитета World Taekwondo Europe (недоступная ссылка).

## Семья
Женат, воспитывает троих детей: Анастасия, Владислава и Леон.